# Alain Barrès
Pour les articles homonymes, voir Barrès.
Alain Barrès, né le 25 juillet 1944 à Cazes-Mondenard (Tarn-et-Garonne), est un  homme politique français.

## Biographie
Cardiologue, il est élu député le 18 juin 1995, pour la Xe législature (1993-1997), dans la circonscription de la Haute-Garonne (6e) en remplacement de Françoise de Veyrinas, nommée membre du Gouvernement. Il faisait partie du groupe Union pour la démocratie française et du centre.

## Mandats
- 18/06/1995 - 21/04/1997 : député Sixième circonscription de la Haute-Garonne en remplacement de Françoise de Veyrinas, nommée au Gouvernement

- 1992 - 1998 : conseiller général de la Haute-Garonne (canton de Muret)
- 1995 - 2008 : maire de Muret (Haute-Garonne)
- 2004 - 2008 : président de la Communauté d'agglomération du Muretain